# Spodnje Preloge
Spodnje Preloge is een plaats in Slovenië en maakt deel uit van de gemeente Slovenske Konjice in de NUTS-3-regio Savinjska. De plaats telde 373 inwoners op 1 januari 2020.